# Kirke Hvalsø
Kirke Hvalsø este un oraș în Danemarca.